# Influences européennes sur les langues autochtones au Québec
 (septembre 2016).
Améliorez-le ou discutez des points à vérifier. 
 (mai 2013).
Si vous disposez d'ouvrages ou d'articles de référence ou si vous connaissez des sites web de qualité traitant du thème abordé ici, merci de compléter l'article en donnant les références utiles à sa vérifiabilité et en les liant à la section « Notes et références ».
 (mai 2013).
- Si vous ne connaissez pas le sujet, laissez ce bandeau (vous pouvez alors contacter les auteurs).
- Si vous supprimez le contenu mis en cause (vous pouvez préalablement contacter les auteurs),

argumentez précisément cette suppression dans la page de discussion
(un manque de référence n'est pas un argument ; une recherche réelle de référence doit avoir été effectuée, être formellement documentée).
Depuis le XVIe siècle jusqu’à aujourd’hui, les autochtones ont subi beaucoup de changements plus négatifs que positifs. Dès l’arrivée des colons sur le territoire de l’Amérique, de nombreux changements dans leur tradition, leur culture et ce qui leur appartenait leur ont été retirés. Leurs langues sont aussi un aspect qui a été mis à part par les Européens.

## L’arrivée des colons français
La régression des langues autochtones du Québec a débuté dès le XVIe siècle, lors de l’arrivée des Européens en Amérique du Nord. Aux yeux des autochtones, il s’agissait de grosses embarcations qui ont fait surface et qui emportaient de grands hommes barbus au teint pâle, parlant une langue inconnue et qui apportaient de nouvelles technologies. Parmi ces nouvelles technologies, il y avait des outils faits à partir de métaux, des armes à feu, etc. À partir de ce moment, la situation ethnolinguistique des peuples autochtones du Québec a commencé à changer à plusieurs niveaux. Du côté linguistique, culturel ainsi que dans les sociétés, cela a été une sorte de choc pour eux, qui étaient établis sur ces terres bien avant les Européens. Peu à peu, les Français ont tenté de changer indirectement, de façon subtile ou non, le mode de vie et la culture des peuples des Premières nations.

## Les défis linguistiques face aux Européens
Au moment où les Français ont posé les pieds sur le sol américain, ils ont procédé à une prise de contrôle du territoire. Les autochtones ont dû faire face à plusieurs problèmes. Étant plus démunis face à ces étrangers venus d’ailleurs et moins bien équipés sur le plan technique, ils n’ont pas eu beaucoup de pouvoir.
Le premier défi linguistique rencontré est d’adapter leur lexique à celui des Européens. 
Il ne s’agissait d’un problème difficile à accepter, car leur lexique et la structure de leur langue étaient assez similaires (?).
Ils ont donc réussi à trouver des moyens de communications en créant des lexèmes descriptifs (?). 
Le deuxième défi, plus complexe à surmonter, est la régression des langues autochtones qui vont disparaitre progressivement en raison de l’implantation de la société européenne. 
Pour les Européens, l'utilisation par les autochtones de leurs langues maternelles risquait d'empêcher ou de retarder un développement de la civilisation européenne et de son économie, si les autochtones revendiquent leurs droits, dont de propriété.
Par exemple, il ne serait guère possible de construire des barrages hydroélectriques, de nouveaux immeubles, agrandir les villes, car ceci empiéterait rapidement sur le territoire des autochtones.  

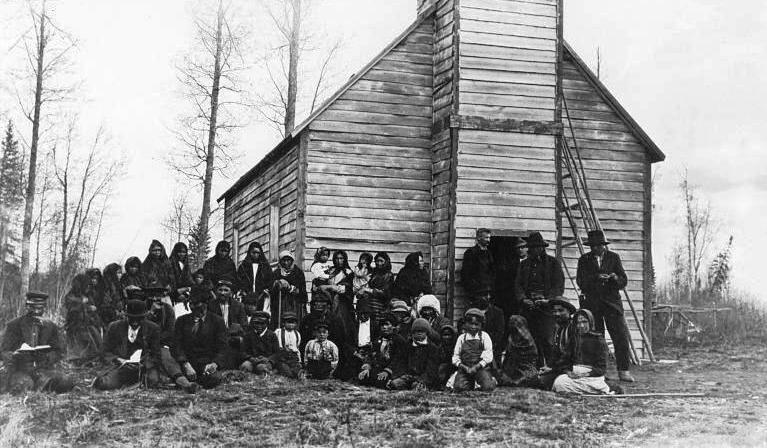
Le révérend Woodhall et une congrégation autochtone - Waskaganish 1910

Depuis le tout début, lorsque le gouvernement du Québec décide d’éduquer à l'européenne les Première nations, il est évident que l’enseignement serait donné en français ou anglais, aucune autre langue n’étant alors envisagée et surtout pas une langue autochtone. 
Entre 1639 et 1950, l’éducation donnée en français ou en anglais ne pose pas de problème jusqu’à la création d’établissements pour assimiler les autochtones. 
Les problèmes mentionnés ci-dessus en rapport avec l’éducation sont seulement sur le plan linguistique, mais d’autres problèmes étaient présents. 
Du point de vue territorial, les autochtones se font expulser de leurs terres lorsque les Britanniques le décident. 
Sur le plan de leur culture, il vient un temps où ils sont punis pour avoir participé à des fêtes traditionnelles. 
Le combat des langues n’est qu’un parmi tant d’autres que les Amérindiens du Québec ont dû affronter. 
Ils ont dû se battre pour conserver leurs langues, leurs territoires, leurs cultures ainsi que leurs traditions.
Les Pensionnats, apparus dans les années 1950 (? 1820 ?),,, sont une très bonne preuve qu’encore plus tard, le but d’assimiler les Amérindiens était toujours présent, ce qui voulait dire aussi, d’éliminer leur culture et leur langue. C’est pourquoi ils étaient punis lorsqu’ils utilisaient leur langue maternelle. Jacob Wawatie, qui a été pensionnaire au Pensionnat d’Amos a témoigné dans le documentaire Le peuple invisible de Richard Desjardins. «On devait apprendre à parler français, apprendre les règles que l’on ne comprenait pas ainsi que la langue qu’on ne comprenait pas mais nous devions la parler, car si tu ne parlais pas ça, tu te faisais punir.».

## La disparition des langues autochtones d’hier à aujourd’hui
Avant l’arrivée des Européens, dans les années 1600, le Québec comptait environ 20 langues autochtones mais aujourd’hui plusieurs d’entre elles ont disparu. Au fil du temps, lorsque les blancs ont pris le contrôle du territoire, ils étaient situés dans la vallée du St-Laurent. Donc, les autochtones vivant au nord du Québec ont été moins affectés par ces changements causés par les Européens qui avaient pour but premier d’accroitre l’économie mais aussi, d’assimiler les autochtones. L’inuktitut et les langues algonquiennes, étant plus éloignés des lieux où les Blancs étaient, ont été épargnés beaucoup plus que les langues parlées au sud comme les langues iroquoiennes par exemple. Celles dont les autochtones ont réussi à préserver du mieux qu’ils pouvaient sont l’inuit, le micmac, l’attikamek, le montagnais, le naskapi et le cri. En peu de temps, deux langues iroquoiennes ont disparu n’en laissant plus que trois. La langue cris est celle qui détient le plus de locuteurs au Québec à l’heure actuelle.
Les Européens n’avaient probablement aucune idée de l’impact qu’aurait leur arrivée et que les autochtones allaient devoir se battre pour préserver leur langue et ce, durant toute leur existence. Malgré la disparition progressive de ces dialectes, les autochtones ont tout de même laissé quelques traces de leur culture dans celle du Québec. Plusieurs mots d’origine amérindienne ont été empruntés par la langue française. Par exemple, la langue algonquienne est celle qui a laissé le plus de mots comme : mocassin, caribou, pacane, carcajou, toboggan, maskinongé, etc..

### Sources et bibliographie
- Jacques Maurais (direction), Les langues autochtones du Québec, Montréal, Les Publications du Québec, 1992, 455 p. (présentation en ligne, lire en ligne)
- Préserver la langue et les savoirs, vol. 29 (1-2), Étude Inuit Studies, 2005 (présentation en ligne)
- Lynn Drapeau (direction), Les langues autochtones du Québec : Un patrimoine en danger, Québec, Presses de l'Université du Québec, janvier 2012, 222 p. (ISBN 978-2-7605-3185-7)
- Serge Jean, « Le peuple invisible. Richard Desjardins », sur vigile.net, 25 janvier 2013 (consulté le 16 mai 2013)

### Vidéo
- Le Peuple invisible, de Office national du film du Canada (prod.) et de Richard  Desjardins (réal.), 2007, 93 min [vidéo]